# Dichapetalum berendinae
Dichapetalum berendinae är en tvåhjärtbladig växtart som beskrevs av Franciscus Jozef Breteler. Dichapetalum berendinae ingår i släktet Dichapetalum och familjen Dichapetalaceae. Inga underarter finns listade i Catalogue of Life.